# Morienne
Morienne är en kommun i departementet Seine-Maritime i regionen Normandie i norra Frankrike. Kommunen ligger i kantonen Aumale som tillhör arrondissementet Dieppe. År 2022 hade Morienne 186 invånare.

## Befolkningsutveckling
Antalet invånare i kommunen Morienne
| Referens: INSEE |